# Бабадагли Матільда Олександрівна
Маті́льда Олекса́ндрівна Бабадагли́ (нар. 6 липня 1942, Кірсанов, Тамбовська область) — дитячий невролог. Кандидат медичних наук (1972). Доцент (1990). Співавтор нової технології відновного лікування пацієнтів з органічними неврологічними ураженнями — системи інтенсивної нейрофізіологічної реабілітації, більш відомої, як Метод професора Козявкіна.

## Біографічні відомості
Народилася в евакуації під час німецько-радянської війни, в родині професора гінекології Олександра Бабадагли. Мала старшого брата, Віктора, надалі відомого геолога.
1964 року закінчила педіатричний факультет Львівського державного медичного інституту. Далі закінчила заочну аспірантуру у відділені дитячої неврології Київського науково-дослідного інституту педіатрії, акушерства і гінекології. 1972 року захистила кандидатську дисертацію на тему «Стан нервової системи дітей, вийнятих при пологах за допомогою акушерських щипців і вакуум-екстрактора»".
У 1974—1977 роках викладала у Львівському медичному інституті на кафедрі госпітальної педіатрії, потім, до 1999 року, на кафедрі неврології. 1990 року здобула вчене звання доцента на кафедрі нервових захворювань.
У 1999—2013 роках працювала в Міжнародній клініці відновного лікування для хворих із хронічною неврологічною патологією та дитячим церебральним паралічем професора В. І. Козявкіна в Трускавці.

## Наукова діяльність
Матільда Бабадагли — автор близько 80 наукових праць, співавтор монографій, методичних посібників, учасник міжнародних з'їздів і конгресів. Очолювала підсекцію дитячих неврологів, є членом президії Львівського обласного наукового товариства неврологів.
Як науковий консультант співпрацює з Інститутом проблем медичної реабілітації. Від 1999 року бере участь у проведенні курсів тематичного вдосконалення лікарів — в Інституті проблем медичної реабілітації, який є філією кафедри медичної реабілітації, фізіотерапії і курортології Київської медичної академії післядипломної освіти.
Її учнями є Г. Ф. Козубенко, О. В. Кунта, Н. Л. Боженко.

### Посібники
- Детские церебральные параличи. Основы клинической реабилитационной диагностики / Козявкин, В. И.; Бабадаглы, М. А.; Ткаченко, С. К.; Качмар, О. А.; Інститут проблем медичної реабілітації. — Л.: Медицина світу, 1999. — 295 с[4].
- Основы реабилитации двигательных нарушений по методу Козявкина / Козявкин, В. И.; Сак, Н. Н.; Качмар, О. А.; Бабадаглы, М. А.; Международная клиника восстановительного лечения (Львов). — Л.: Українські технології, 2007. — 191 c[5].
- Метод Козявкіна — система інтенсивної нейрофізіологічної реабілітації: Посібник реабілітолога / Козявкін В. І.; Бабадагли М. О.; Лунь Г. П.. — Львів, 2011. — 240 с.

### Наукові статті
- Роль ранньої діагностики порушень розвитку мовлення у дітей із ДЦП / Наталя Козявкіна, Ольга Козявкіна, Матильда Бабадагли, Пічугіна Тетяна // Дефектологія. [Текст]: науково-методичний журнал. — К. — 2004 р. № 2. — С.27—32
- Дитячі церебральні паралічі: профілактика й ефективність реабілітації за методом Козявкіна / Козявкін В. І., Лунь Г. П., Бабадагли М. О., Качмар О. О. // Соціальна педіатрія. — 2005, вип.3. — с.31-36
- Корекція рухових мовленнєвих порушень хворих на спастичні форми дитячих церебральних паралічів / Козявкіна Н.В, Козявкіна О. В., Бабадагли М. О., Пічугіна Т. В. // Соціальна педіатрія і реабілітологія. — 2007. — С. 223—227.
- Динаміка електроенцефалографічних змін при дитячому церебральному паралічі в процесі реабілітації / Козявкін В. І., Бабадагли М. О., Потабенко Т. Ф. // Український вісник психоневрології. — Харків, 1993. — Вип.2. — с.43—44

### Конференції
- Украінсько-Баварський симпозіум «Соціальна педіатрія» (Україна, Євпаторія, 8—10 жовтня 2003 р.)[6].

- II Міжнародна науково-практична конференція (Польща, Люблін, 26—28 квітня 2012 р.)[7].